# Port lotniczy Laucala
Port lotniczy Laucala (IATA: LUC, ICAO: NFBH) – port lotniczy położony na wyspie Laucala, należącej do Fidżi.